# Axel Sjöblad
Axel Sjöblad, né le 3 novembre 1967 à Malmö, est un joueur international suédois de handball évoluant au poste de pivot. Avec l'équipe nationale de Suède, il est notamment champion du monde en 1990 et vice-champion olympiques en 1992. 

## Palmarès

### En équipe nationale
- Médaille d'or au Championnat du monde 1990,  Tchécoslovaquie
- Médaille d'argent aux Jeux olympiques de 1992 de Barcelone,  Espagne